# Winston E. Banko
Winston Edgar Banko (* 22. Mai 1920 in Spokane, Washington; † 16. März 2016), meist Winston E. Banko in Publikationen, war ein US-amerikanischer Ornithologe und Naturschützer. Seine Forschungsinteressen galten dem Trompeterschwan und der Avifauna in Hawaii.

## Leben
Banko wuchs im Yakima Valley an den östlichen Ausläufern der Kaskadenkette auf, wo er bereits in früher Kindheit ein Interesse an der Vogelbeobachtung entwickelte. Nach dem Abschluss der Yakima High School im Jahr 1938 schrieb er sich in die Oregon State University ein, wo er 1941 Mitglied der Phi-Sigma-Gesellschaft wurde und 1943 den Bachelor of Science in Wildtiermanagement erwarb. In den Sommern 1941 und 1942 arbeitete er als Brandwächter für den National Park Service am Mount Rainier. Nach drei Jahren in der US-Marine während des Zweiten Weltkriegs arbeitete Banko von 1946 bis 1947 als Wildtierbiologe beim South Dakota Department of Game, Fish, and Parks, wo er sich vornehmlich mit Fasanen befasste. Ab 1948 war er für den United States Fish and Wildlife Service tätig, wo er zunächst Assistenzverwalter des Red Rock Lakes National Wildlife Refuge in Montana war und 1950 zum Reservatsmanager befördert wurde. Bis 1957 war er Manager im Reservat Desert Game Range (heute Desert National Wildlife Refuge) im südlichen Nevada. Nach neun Jahren Feld- und Literaturforschung schrieb Banko die Monographie The Trumpeter Swan: Its History, Habits and Population in the United States, die erstmals 1960 vom Innenministerium der Vereinigten Staaten als Nr. 63 in der North America Fauna Series veröffentlicht wurde und 1980 beim Verlag University of Nebraska Press in einer Neuauflage erschien. Von 1959 bis 1963 war er Sektionsleiter für Wildtiermanagement im Bereich Wildreservate im Büro des United States Fish and Wildlife Service in Washington, D.C. Von 1963 bis 1965 arbeitete Banko im Auftrag des Innenministeriums im National Museum of Natural History der Smithsonian Institution, wo er Philip Strong Humphrey, den damaligen Kurator der Vogelabteilung und Direktor des Pacific Ocean Biological Survey Program unterstützte. Seine Hauptaufgabe war es, ein biologisches Informationssuch- und -abfragesystem für etwa 25 ortsansässige Wissenschaftler zu entwickeln und zu implementieren, die über die Ergebnisse von Feldstudien auf verschiedenen zentralpazifischen Inseln informierten.
1965 beantragte Banko seine Versetzung nach Hawaii und als er in Honolulu ankam, war er der erste Biologe des U. S. Wildlife Service, der ausschließlich gefährdete Vogelarten studierte. Mit wenigen Mitteln baute er eine Grundlagenbibliothek auf, gründete eine Feldstation (heute Kilauea Field Station, Pacific Island Ecosystems Research Center, U. S. Geological Survey/Biological Resources Division) und führte umfangreiche Feldstudien über die Lebensweise von ausgewählten gefährdeten Arten durch, darunter über den Hawaiisturmvogel und die Hawaiikrähe. Im August 1967 gelang Banko im Kīpahulu Valley die Wiederentdeckung des Maui-Sichelkleidervogels (Hemignathus affinis), der 1896 zuletzt nachgewiesen wurde. Seit den 1990er-Jahren gilt diese Art jedoch als möglicherweise ausgestorben, da 1994 nur noch ein Männchen gesichtet wurde.
Anfang der 1970er-Jahre alarmierte Banko die Öffentlichkeit über den Niedergang der Hawaiikrähe und fing die ersten Vögel ein, die für ein Zuchtprogramm in menschlicher Obhut bestimmt waren. Nachdem er 1977 in den Ruhestand ging, sammelte er mit einem Zuschuss des National Park Service über 15.600 Aufzeichnungen über den Status und die Verbreitung endemischer Vögel in Hawaii und dokumentierte deren historischen Rückgang in 14 Fachberichten.
Unterstützt von seiner Frau Connie und von seinem Sohn Paul, verfasste Banko in den folgenden 15 Jahren umfangreiche Arbeiten zur hawaiischen Vogelbibliographie und zu 7261 Exemplaren in Museumssammlungen. Mehr als 9800 Aufzeichnungen über Vogelbeobachtungen auf Hawaii von 1778 bis 1975 wurden aus der Literatur und zeitgenössischen Berichten entnommen und von 1980 bis 1990 veröffentlicht.
1999 war Banko gemeinsam mit seinem Sohn Co-Autor beim Eintrag über die Hawaiigans und im Jahr 2002 Co-Autor bei den Einträgen zur Hawaiikrähe und zum Schwarzmasken-Kleidervogel in der Enzyklopädie Birds of North America.